# Zvi Rosen
Zvi Rosen   (Colònia, 23 de juny de 1947) és un exfutbolista israelià de la dècada de 1970.
Fou 42 cops internacional amb la selecció israeliana amb la qual participà en la Copa del Món de Futbol de 1970.
Pel que fa a clubs, defensà els colors de Maccabi Tel Aviv FC.